# Wijken en buurten in Vaals
De Nederlandse gemeente Vaals is voor statistische doeleinden onderverdeeld in wijken en buurten. De gemeente is verdeeld in de volgende statistische wijken:
- Wijk 00 Vijlen-Lemiers (CBS-wijkcode:098100)
- Wijk 01 Vaals (CBS-wijkcode:098101)

Een statistische wijk kan bestaan uit meerdere buurten. Onderstaande tabel geeft de buurtindeling met kentallen volgens het Centraal Bureau voor de Statistiek (2008):
| CBS-buurtcode | Buurtnaam                           | Inwonertal | Opp. totaal (ha) | Opp. land (ha) | Ligging                |
| ------------- | ----------------------------------- | ---------- | ---------------- | -------------- | ---------------------- |
| BU09810000    | Vijlen                              | 1330       | 419              | 419            | Locatie in de gemeente |
| BU09810001    | Mamelis                             | 70         | 87               | 87             | Locatie in de gemeente |
| BU09810003    | Harles                              | 80         | 89               | 89             | Locatie in de gemeente |
| BU09810005    | Lemiers                             | 760        | 162              | 162            | Locatie in de gemeente |
| BU09810006    | Holset                              | 160        | 285              | 285            | Locatie in de gemeente |
| BU09810007    | Raren                               | 170        | 349              | 349            | Locatie in de gemeente |
| BU09810008    | Wolfhaag                            | 140        | 155              | 155            | Locatie in de gemeente |
| BU09810009    | Verspreide huizen Cottessen-Camerig | 80         | 585              | 584            | Locatie in de gemeente |
| BU09810100    | Vaals                               | 7050       | 259              | 259            | Locatie in de gemeente |